# Tytyna

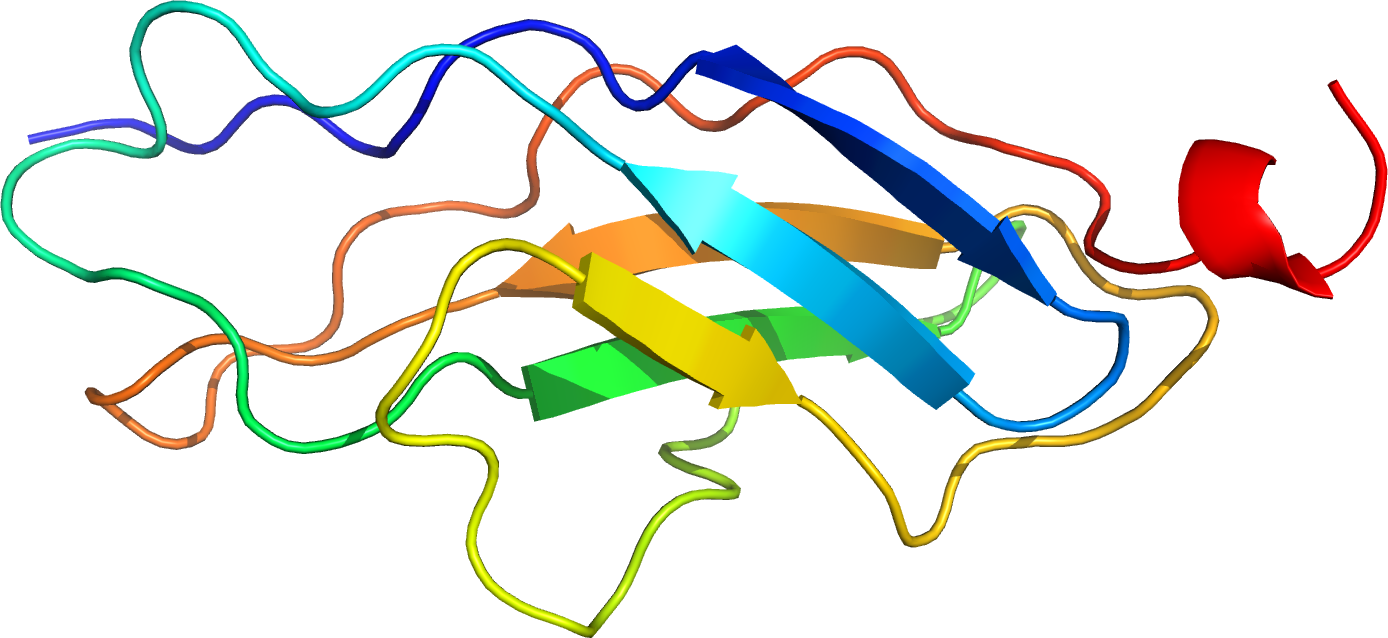
Trójwymiarowy model modułu typu I tytyny.

Schemat pokazujący budowę sarkomeru i zachodzące w nim zmiany w trakcie skurczu. Cząsteczki tytyny łączą miozynę z linią Z

Tytyna (konektyna) – długie, włókniste białko mięśni poprzecznie prążkowanych u kręgowców, łączy filamenty miozynowe z linią Z, umieszczając tym samym miozynę w centrum sarkomeru. Tytyna jest największym znanym białkiem (rok 2003), o masie cząsteczkowej około 3–4,2 MDa, zbudowanym z ok. 27–33 tysięcy reszt aminokwasowych (w zależności od izoformy), a długość jej nazwy chemicznej jest rzędu 200 tys. liter. Pełna sekwencja genu ludzkiej tytyny zawiera 383 egzony i koduje 38 138 reszt aminokwasowych.